# Jan Kalf

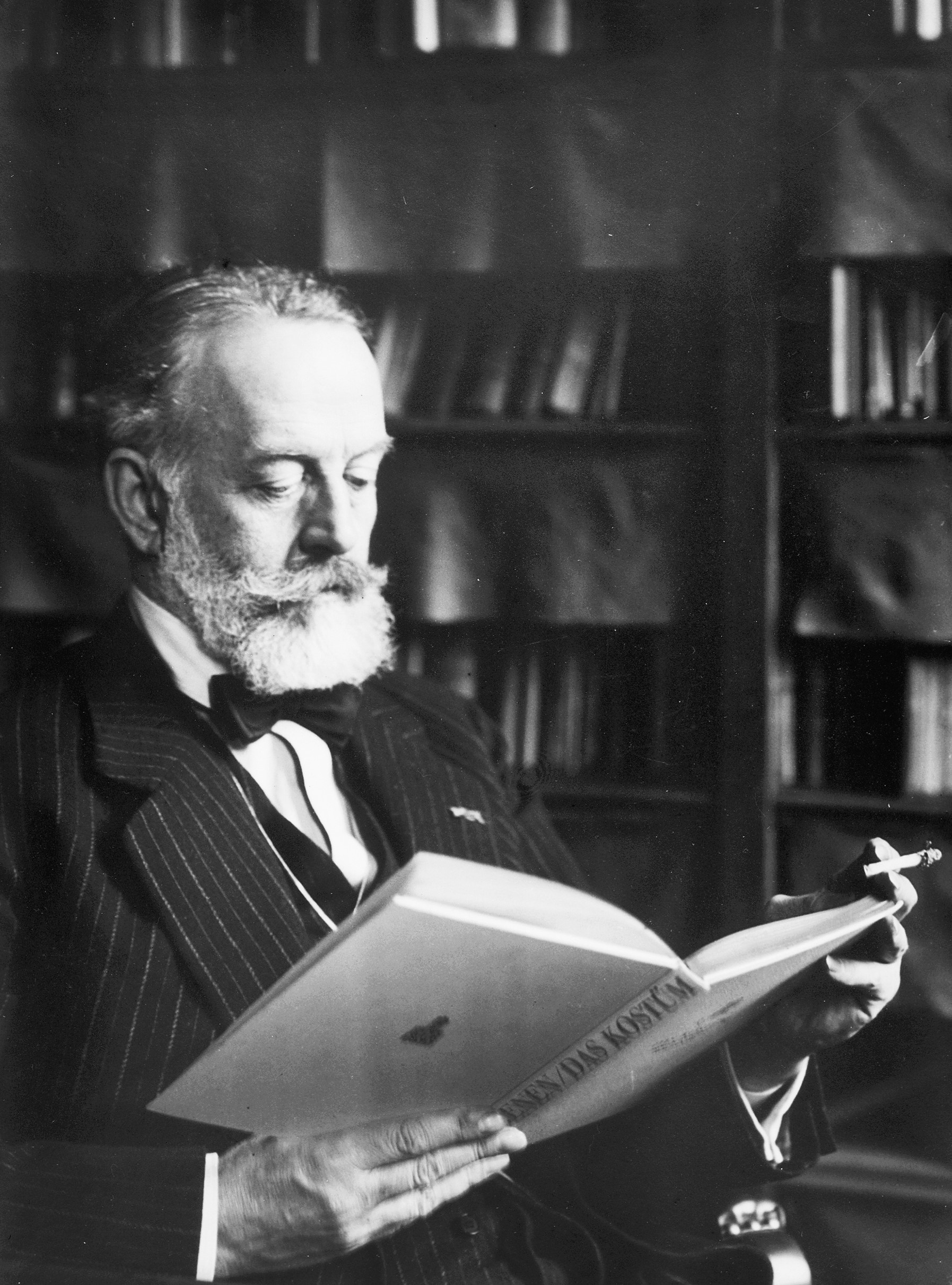
Jan Kalf (1866–1944)

Jan Kalf, auch Jan Kalff genannt, (* 10. Mai 1873 in Amsterdam; † 6. März 1954 in Den Haag) war ein niederländischer Kunsthistoriker und Denkmalpfleger sowie Sekretär und Direktor des Rijksbureau voor de Monumentenzorg.

## Jugend, Bildung und Familie
Jan Kalf war der Sohn des Journalisten Martinus Kalf, Redakteur beim Algemeen Handelsblad, und der Magthilda Geertruida Goedkoop. Er hatte eine Schwester und einen Bruder. Als Sohn eines Journalisten wuchs er in einem Umfeld auf, in dem ein großes Interesse am kulturellen Leben bestand. Kalf besuchte das Gymnasium in Amsterdam und studierte anschließend von 1892 bis 1896 Literaturwissenschaften und Kunstgeschichte an der Universität Amsterdam. Er schrieb viele Artikel für De Kroniek, einer von 1895 bis 1907 herausgegebenen, soziokulturellen und literarischen Zeitschrift. Ab 1897 beinhalten seine journalistischen Arbeiten vor allem Themen des Kunsthandwerks und der Denkmalpflege. Von 1898 bis 1903 arbeitete er im Nederlandsch Museum van Geschiedenis en Kunst te Amsterdam (Niederländisches Museum für Geschichte und Kunst zu Amsterdam), das später ins Rijksmuseum Amsterdam integriert wurde. Hier wurde er unter anderem an der Zusammenstellung eines wichtigen Kataloges zur Textilkunst beteiligt. Um 1899 heiratete er Magthilda Geertruida Goedkoop. Aus der Ehe stammen zwei Töchter und ein Sohn. Nachdem die Ehe 1918 geschieden worden war, heiratete er 1919 Marie Kapteijn. Diese Ehe blieb kinderlos.

## Wirken

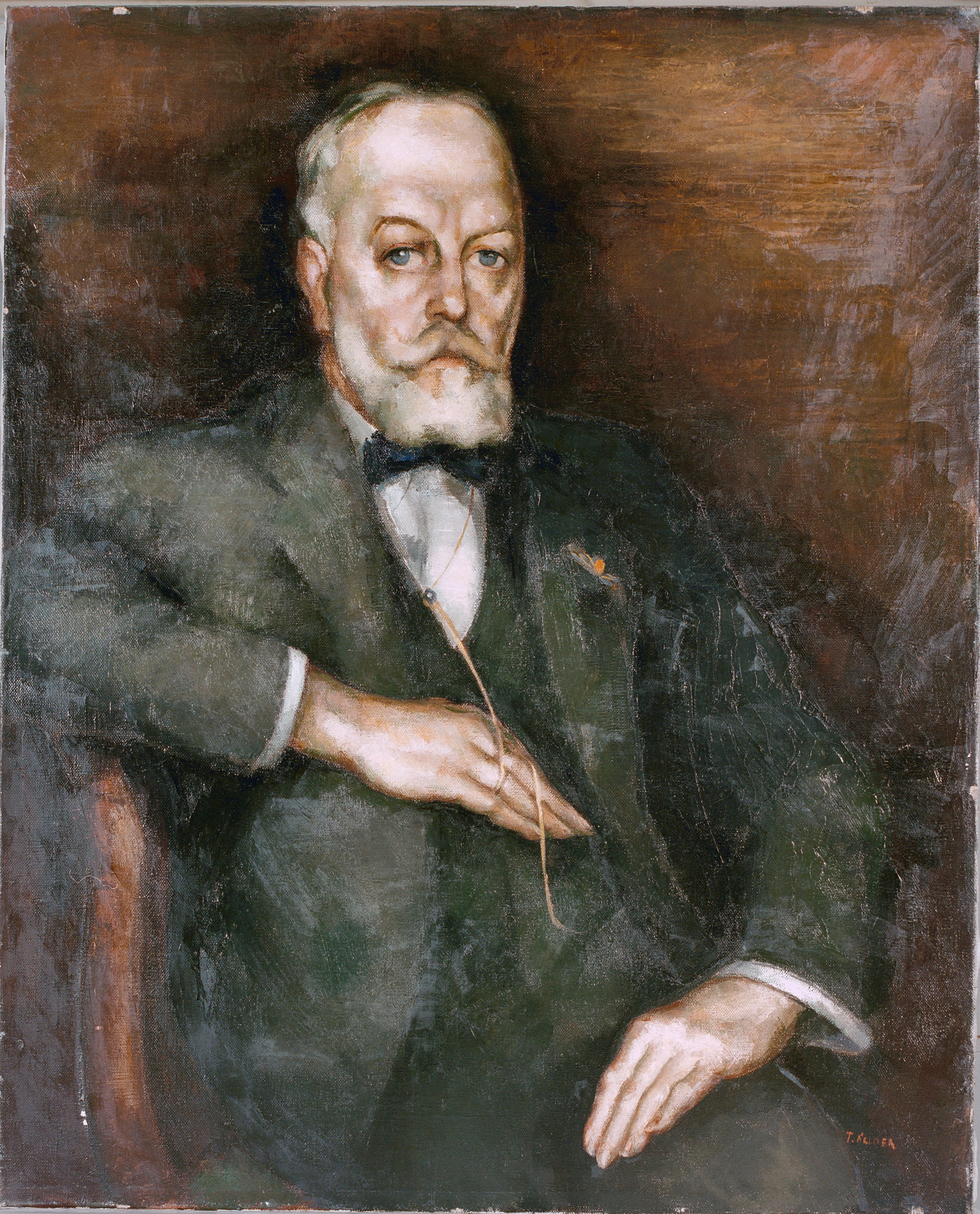
Jan Kalf, porträtiert von Toon Kelder (1939)

1903 wurde die Rijkscommissie voor de inventarisatie van Nederlandse Monumenten gegründet, deren Vorsitzender der Architekt Eduard Cuypers war. Kalf wurde Sekretär der Kommission. Ihre Aufgabe war es, eine Bestandsaufnahme und Dokumentation der Denkmäler in den Niederlanden vorzunehmen. Kalf entwarf eine Standardvorlage zur Beschreibung von Denkmälern, die lange Zeit in Gebrauch blieb. Im Jahr 1912 erhielt er die Ehrendoktorwürde für Literatur an der Universität Utrecht.
Die Arbeit der Kommission und der „Restaurierungsdisput“ (siehe weiter unten) führten 1918 zur Gründung des Rijksbureau voor de Monumentenzorg („Reichsbüro für Denkmalschutz/Denkmalpflege“), dessen Direktor Kalf in den ersten 20 Jahren war. Er plädierte für ein Gesetz, das den Abriss und die Veränderung von Denkmälern verbieten sollte, konnte sich mit dieser Vorstellung aber nicht durchsetzen. Immerhin wurden in seiner Zeit als Direktor 350 Baudenkmale restauriert. Andererseits wurde durch viele Bauherren eine bedenkenlose Abrisspraxis fortgesetzt, einfach weil eine regulierende gesetzliche Grundlage fehlte. 1927 wurde Kalf zum Mitglied der Königlich Niederländischen Akademie der Wissenschaften ernannt.
Vor dem Krieg vertrat Kalf die Auffassung, wenn Elemente in einem Denkmal ersetzt werden müssten, dann solle dies in einem erkennbaren zeitgenössischen Design geschehen, anstatt in dem Bemühen, das mögliche ursprüngliche Aussehen des Denkmals zwingend nachzuempfinden. Diese Frage wurde seinerzeit in der Fachwelt heftig diskutiert. Kalf scheute sich nicht, mit den Vertretern der Gegenposition, wie Pierre Cuypers und Victor de Stuers in heftige Dispute zu treten und fand Mitstreiter im 1899 gegründeten Koninklijke Nederlandse Oudheidkundige Bond (KNOB) („Königlich Niederländischer Altertumskundlicher Bund“). Für seine konsequente Haltung wurde ihm 1938 die Ehrenmitgliedschaft im Bond van Nederlandsche Architecten („Bund Niederländischer Architekten“) angeboten. Später relativierte Kalf seine dogmatische Sichtweise und begann, die handwerklich anspruchsvolleren, am Original orientierten Restaurierungstechniken mehr zu schätzen.
Kalf war sich der drohenden Kriegsgefahr bewusst und deshalb um „seine“ Denkmäler sehr besorgt. Dank seiner Bemühungen wurden in den Dünen der Küstengebiete bombensichere staatliche Lagerbunker gebaut. Auch nach seiner Pensionierung 1939 blieb Kalf als Sekretär in der Kommission tätig. Zusätzlich wurde er zum staatlichen Inspekteur für den Schutz der Kunst ernannt. Während der Mobilisierungsphase und während des Krieges war er damit für die Sicherheit der Denkmäler und Museumssammlungen in den Niederlanden verantwortlich. In dieser Funktion widersetzte er sich auch den deutschen Behörden, als diese versuchten der Kommission ihre Vorstellungen zur Wiederherstellung des Rathauses von Middelburg aufzunötigen. Er beteiligte sich auch nicht an den Bemühungen der NSB, einen Rechtsschutz von Denkmälern zu etablieren.
Nach dem Krieg wurde Kalf Mitglied eines 1947 gegründeten Provisorischen Denkmalrats, der Vorschläge zu einem künftigen Denkmalschutzgesetz erarbeitete. Das Gesetz selbst erlebte Kalf nicht mehr mit, es trat erst 1961 in Kraft, sieben Jahre nachdem Kalf im Alter von 80 Jahren in Den Haag verstorben war.

## Schriften (Auswahl)
- De monumenten in de voormalige baronie van Breda (= De Nederlandsche monumenten van geschiedenis en kunst. Geillustreerde beschrijving, D. 1: De Provincie Noordbrabant Stuk 1). Staatsuitgeverij, 's-Gravenhage 1912 (Nachdruck Gijsbers & Van Loon, Arnhem 1973, Digitalisat).
- Catalogus der nationale tentoonstelling van oude kerkelijke kunst te 's-Hertogenbosch: Juni–Sept. 1913. 's-Hertogenbosch 1913.
- Grondbeginselen en voorschriften voor het behoud, de herstelling en de uitbreiding van de oude bouwwerken. Nederlandsche Oudheidkundige Bond, Leiden 1917.